# Bertil Romberg

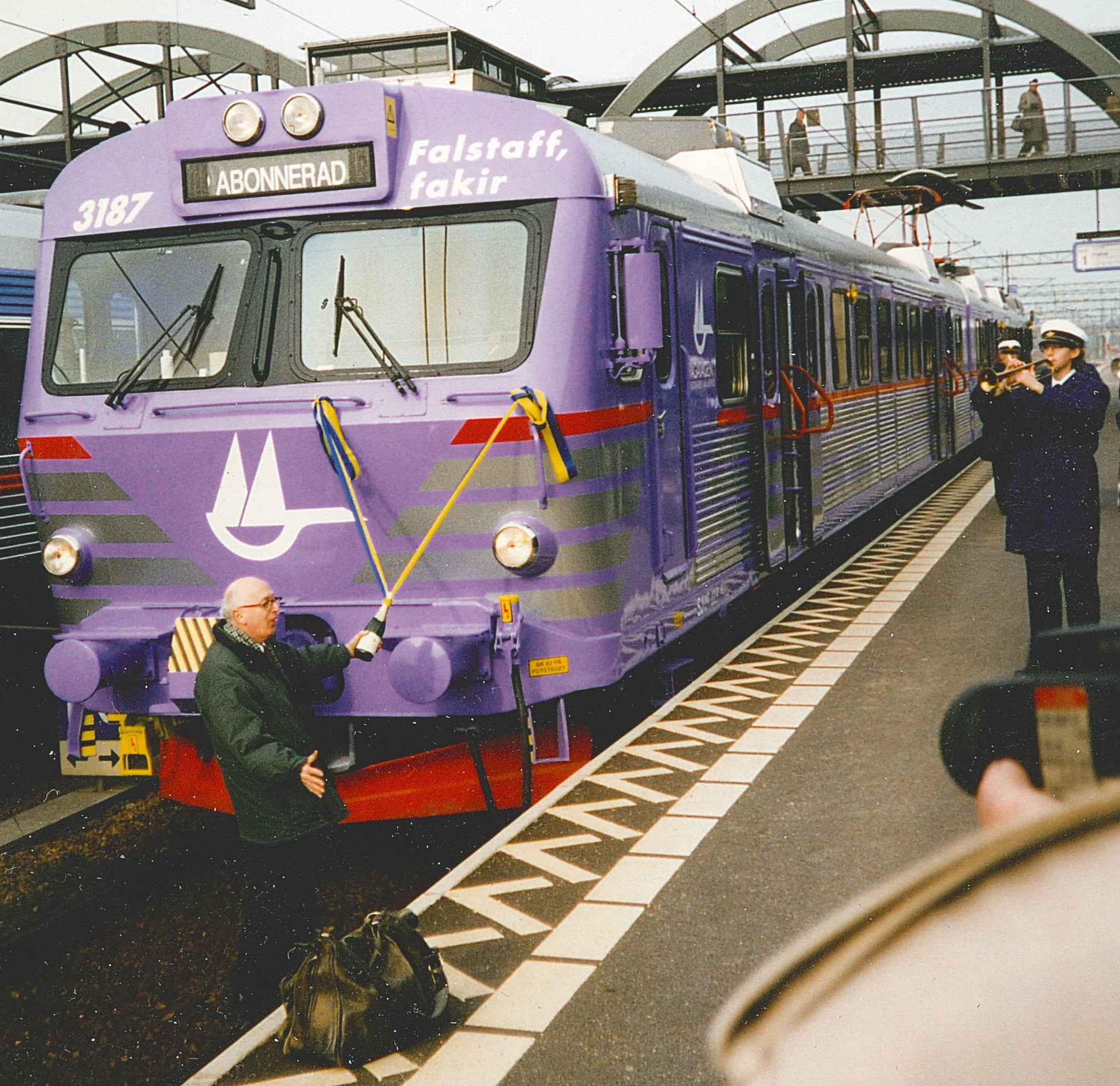
Bertil Romberg förrättar, såsom ordförande i Fakirensällskapet, invigningen av pågatåget Falstaff, fakir 1998.

Bertil Romberg, född 8 december 1925 i Helsingborg, död 24 juli 2005 i Lund, var en svensk litteraturvetare och lärare vid Lunds universitet.
Romberg var en av Sveriges främsta experter på Carl Jonas Love Almqvist. Han var även en av initiativtagarna till Fakirensällskapet, vars ordförande han under många år var.
Hans näsa är avgjuten och finns att beskåda som nr 65 i Nasoteket på Akademiska Föreningen i Lund.

## Priser och utmärkelser
- Nasifierades 1993
- Doblougska priset 1994

## Vidare lösning
- Bertil Romberg (1925-2005) hos Litteraturbanken